# Aloysius Luigi Rodati
Prof. Aloysius Luigi Rodati (Bolonia, 1762 - 16 de abril de1832) fue un médico, profesor, y botánico italiano. Fue prefecto del Jardín Botánico de Bolonia. Parte de su colección de herbario se resguarda en ese Jardín botánico.
Realizó intensos trabajos taxonómicos, pues se seguía empleando la nomenclatura polinomio. Cuando se convirtió en profesor de botánica y prefecto del Jardín, ya había adquirido un profundo conocimiento de las obras de Linneo y de hecho grandes esfuerzos para aplicar el "sistema sexual" para reclasificar los ejemplares que crecían en el Jardín Botánico que, hasta entonces, habían sido clasificados mediante el sistema de Tournefort, y probablemente también para cambiar el nombre utilizando el nomenclatura binomial.

## Algunas publicaciones

### Libros
- aloysius Rodati. 1834. De Foetu monstruoso. Novi commentarii Academiae Scientiarum instituti Bononiensis. TI Bononiae. pp. 32 — 52
- -----------------------. 1802. Index plantarum quae exstant in Horto Publico Bononiae anno 1802. 121 pp.
- -----------------------, carl von Linneo. 1784. Linnæi de plantarum ordine brevis interpretatio una cum catalogo plantarum quæ vel sæpius, vel constanter eumdem ordinem eludere visæ sunt. Editor Ex Typographia Sancti Thomæ Aquinatis, 40 pp.

## Eponimia
Género
- (Acanthaceae) Rodatia Raf.[4]